# Tatort: Zartbitterschokolade
Zartbitterschokolade ist ein Fernsehfilm aus der Fernseh-Kriminalreihe Tatort der ARD und des ORF. Es ist der sechste gemeinsame Fall des Berliner Ermittlerduos Ritter und Stark. Der vom SFB produzierte Film unter der Regie von Erhard Riedlsperger wurde am 15. Dezember 2002 in Das Erste zum ersten Mal gesendet.

## Handlung
Kurz nachdem der bekannte Psychologe und Gerichtsgutachter Prof. Probst auf dem Grunewaldturm vor einer Gruppe von Studenten eine Konfrontationstherapie gegen Höhenangst durchgeführt hat, stürzt er selbst von dort oben hinunter. Gustav, der Sohn einer Touristin, der den Aussichtsturm gerade besuchen will, bemerkt das Unglück als Erster und sieht sich sofort im Turmaufgang um. Er bemerkt schemenhaft eine flüchtende Person und sieht wenige Augenblicke später, wie ein roter Volvo-Kombi vom Parkplatz unterhalb des Turms wegfährt. Er berichtet der Polizei von seinen Beobachtungen und bestätigt, dass er einen roten Volvo-Kombi davonfahren sah.
Eine erste Spur führt die Kommissare Ritter und Stark zu Walter Meisner, dem Besitzer eines roten Volvo-Kombis, der in einem Strafprozess wegen Körperverletzung aufgrund eines Gutachtens von Probst verurteilt worden ist und seinen Hass auf ihn nicht verhehlt. Er hat in der Vergangenheit Probst bereits bedroht, kann nun jedoch ein Alibi für die Tatzeit vorweisen. Der nächste Weg führt die Ermittler zu dem Schokoladenfabrikanten Hofmann, auf den ebenfalls ein roter Volvo-Kombi zugelassen ist. Sie überprüfen die Familie näher und müssen feststellen, dass gegen Thomas Hofmann-Brixel, den Stiefvater der beiden Töchter Ruth und Alice Hofmann, eine Anzeige wegen Missbrauchs vorliegt. Professor Probst hatte zwar ein Gutachten gegen Hofmann-Brixel verfasst, doch hatten die Töchter die Anzeige kurz vor dem Gerichtstermin zurückgezogen, was einen Mord aus Rache ausschließt. Allerdings scheint Hofmann-Brixel immer noch emotional aufgewühlt, wenn die Sprache auf Probst kommt, da dieser seiner Meinung nach voreingenommen war. Da jedoch die Staatsanwaltschaft bei jeglichen Verdachtsfällen von Missbrauch ermittelt, könnte das Gutachten entscheidend sein, ob Hofmann-Brixel verurteilt wird. Auffallend ist auch, dass der Stiefvater seine Firmenanteile an Ruth Hofmann unter der Bedingung übertragen hat, dass gegen ihn keine Anklage erhoben wird.
Für Ritter und Stark muss die Lösung des Falls in der Schokoladenfabrik und der Familie Hofmann zu finden sein. Stark befragt die dreizehnjährige Alice Hofmann, und sie gibt zu, ihren Stiefvater mit einer falschen Aussage belastet zu haben. Ihre ältere Schwester Ruth habe ihr genau erklärt, was sie sagen solle. Ritter befasst sich mit der attraktiven Ruth Hofmann, die versucht, ihn auf ihre Seite zu ziehen. Sie erklärt, dass ihre Firma am Rande des Konkurs stehe, verantwortlich dafür sei ihr Stiefvater. Er bekommt den Eindruck, dass Ruth fähig wäre, Hofmann-Brixel einen Mord anzuhängen, nur um sich zu rächen und die Firma für sich allein zu haben. Als sie spürt, dass Ritter sie weiterhin verdächtigt, zeigt sie ihn wegen sexueller Belästigung an, woraufhin der Kommissar von seinem Vorgesetzten beurlaubt wird. Trotz seiner Freistellung unterstützt Ritter seinen Kollegen Stark bei den weiteren Ermittlungen.
Als bei Probsts Witwe eingebrochen und der Computer mit allen Untersuchungsergebnissen und Gutachten gestohlen wird, kommen die Ermittler schnell auf Meisners Spur. Er gibt offen zu, die Unterlagen von Probst geholt zu haben, da er nun endlich beweisen kann, dass dessen Gutachten aus Textbausteinen bestünden und nicht auf individuellen Untersuchungen beruhten. Plötzlich taucht auch Hofmann-Brixel bei Meisner auf und erklärt, Probst habe ihn und die ganze Familie vernichten wollen. Er habe Meisner beauftragt, die Unterlagen zu stehlen, damit er diesen Skandal beweisen könne.
Bei der ganzen Aufregung erleidet Hofmann-Brixel einen Herzinfarkt und stirbt, was die Hofmanns noch mehr aus der Bahn wirft. Ehefrau Margot Hofmann gibt schon lange der Staatsanwältin Ellinghaus die Schuld daran, dass die Anklage gegen ihren Mann noch nicht fallen gelassen wurde. In ihrer Wut schießt sie auf Ellinghaus und droht, auch sich selber umzubringen. Im Gespräch mit Stark gibt sie zu, dass sie mit Probst habe reden wollen, er habe ihr jedoch nicht zugehört. In der Auseinandersetzung habe sie ihn über die Brüstung des Turms gestoßen.

## Hintergrund
Zartbitterschokolade wurde von ProVobis Film im Auftrag des Sender Freies Berlin (SFB) produziert, der 2003 mit dem ORB zum Rundfunk Berlin-Brandenburg (RBB) fusionierte und seitdem einen Doppelsitz in Potsdam-Babelsberg und Berlin-Charlottenburg hat. Die Dreharbeiten erfolgten in Berlin.

## Rezeption

### Einschaltquoten
Bei seiner Erstausstrahlung am 15. Dezember 2002 wurde die Folge Zartbitterschokolade in Deutschland von 7,98 Millionen Zuschauer gesehen, was einem Marktanteil von 21,80 Prozent entsprach.

### Kritik
Die Kritiker der Fernsehzeitschrift TV Spielfilm finden, dieser Tatort sei: „Kein Trüffelpraliné, aber schmackhaft.“